# SiteGround
SiteGround је веб-хостинг компанија основана 2004. године и сервисира више од 500.000 домена широм света. Обезбеђује дељени хостинг, клоуд хостинг и наменске сервере. Тренутно, компанија запошљава преко 400 људи.

## Инфраструктура сервера и подешавање
има дата центар у пет држава: САД, Холандија, Италија, Сингапур и Уједињено Краљевство. SiteGround покреће CentOS, Apache, MySQL, PHP и WHM / cPanel на својим серверима. Компанија је развила софтверска решења за изолацију рачуна, праћење и реакцију, као и оптимизацију брзине, која се продају у оквиру бренда 1H, а које користе друге Linux хостинг компаније. Њихов унутрашњи SuperCacher омогућава корисницима да повећају брзину свог веб-сајта и помоћу LXC технологије, успели су да изграде најсавременију серверску технологију како би обезбедили максимално услужно радно време.
У 2008. години компанија је представила најбољи протокол изолације рачуна који штити сваки појединачни налог на дељеном серверу. Пре тога, било је немогуће и сада исти систем за изолацију дељеног хостинг рачуна обично користи велики број веб домаћина.
SiteGround користи SSD (Solid State Drives) за чување података и зато су њихови сервери бржи од било којег другог дељеног хостинг сервиса.

## Укључивање у заједнице отвореног кода
ради са заједницама отвореног кода као што је Joomla, WordPress, Magento, и други. Он нуди прилагођена решења за сервер и апликацију за многе апликације отвореног кода, нуди збирку бесплатних упутстава и предложака за многе апликације и организује едукативне вебинере о различитим темама.

## Датацентри
има центре за податке на пет различитих локација:
- Ајова, Сједињене Америчке Државе
- Лондон, Уједињено Краљевство
- Емсхавен, Холандија
- Франкфурт, Немачка
- Сингапур, Сингапур
- Сиднеј, Аустралија

## Партнери
има партнерске односе са више компанија као што су SingleHop, SoftLayer, CloudFlare, OpenSRS, cPanel, GlobalSign, Softaculous, 1H, Spam Experts, и Open Classifieds.

## Интернет слобода
је јавно говорио против PIPA и SOPA законодавства.